# Patrocínio (economia)

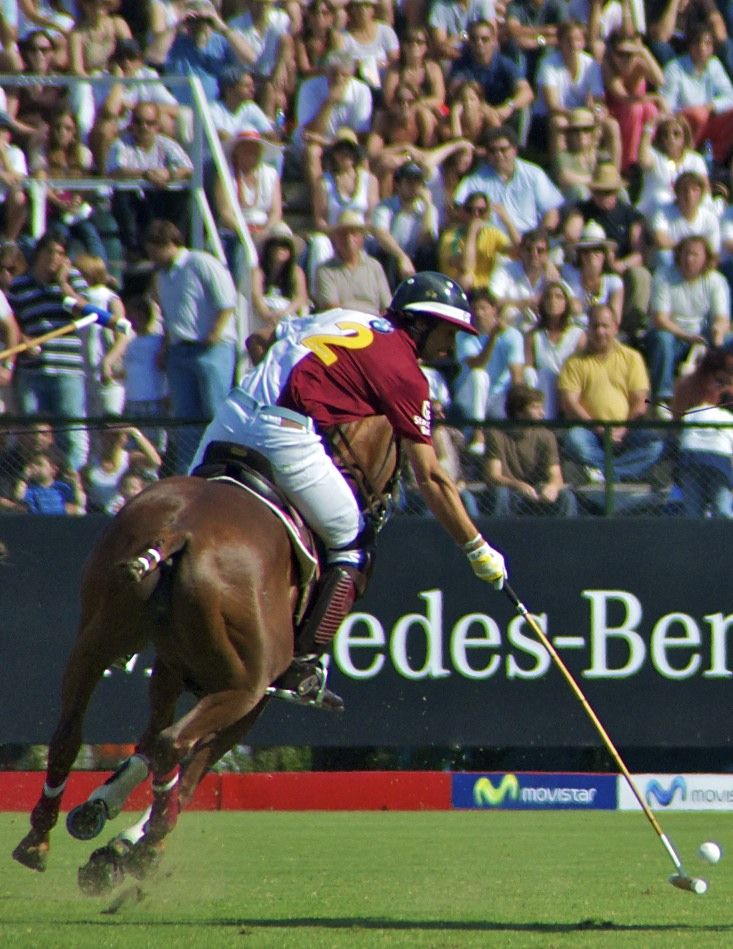
Ao fundo, pode-se ver o patrocínio de uma empresa automotiva a uma competição equestre.

Patrocínio (do termo latino patrociniu) é a contribuição de uma empresa para ajudar a financiar um evento ou uma entidade não lucrativa em troca de propaganda ou outro benefício.

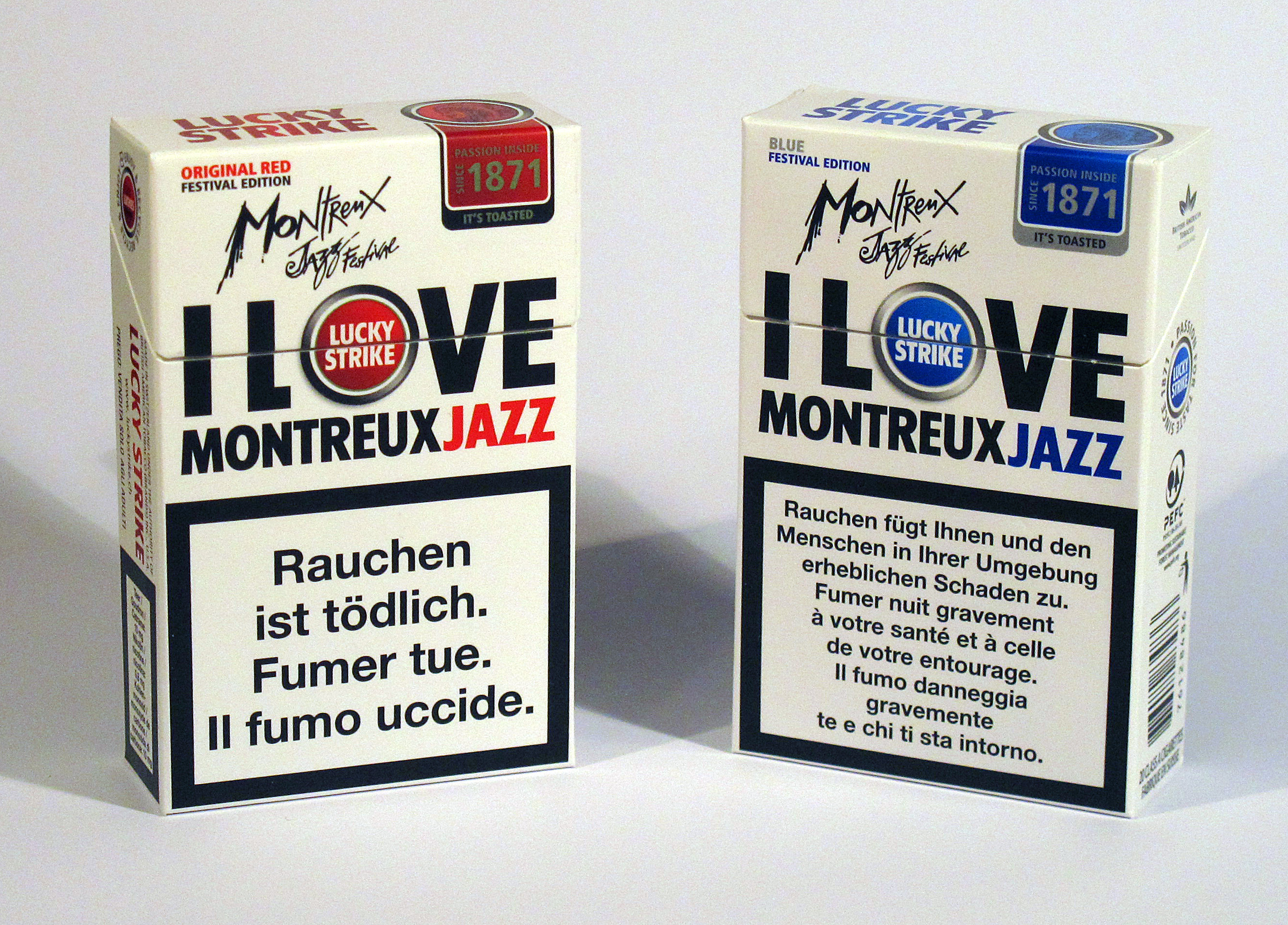
Patrocínio, Festival de Jazz de Montreux, 2012

Um patrocínio pode ser concedido a equipes esportivas, eventos, apresentações ou publicações, dentre inúmeras outras possibilidades, que incluem indivíduos. Ambas as partes envolvidas saem beneficiadas com o patrocínioː a empresa ou indivíduo recebe valores monetários para tornar possíveis as suas atividades, e a empresa patrocinadora recebe em troca publicidade e notoriedade.